# Товарищество Нарвской льнопрядильной мануфактуры
Товарищество Нарвской льнопрядильной фабрики — существовавшая в дореволюционной России компания. Полное наименование — Товарищество Нарвской льнопрядильной фабрики, бывшая льнопрядильная фабрика барона А. Л. Штиглица.

## История

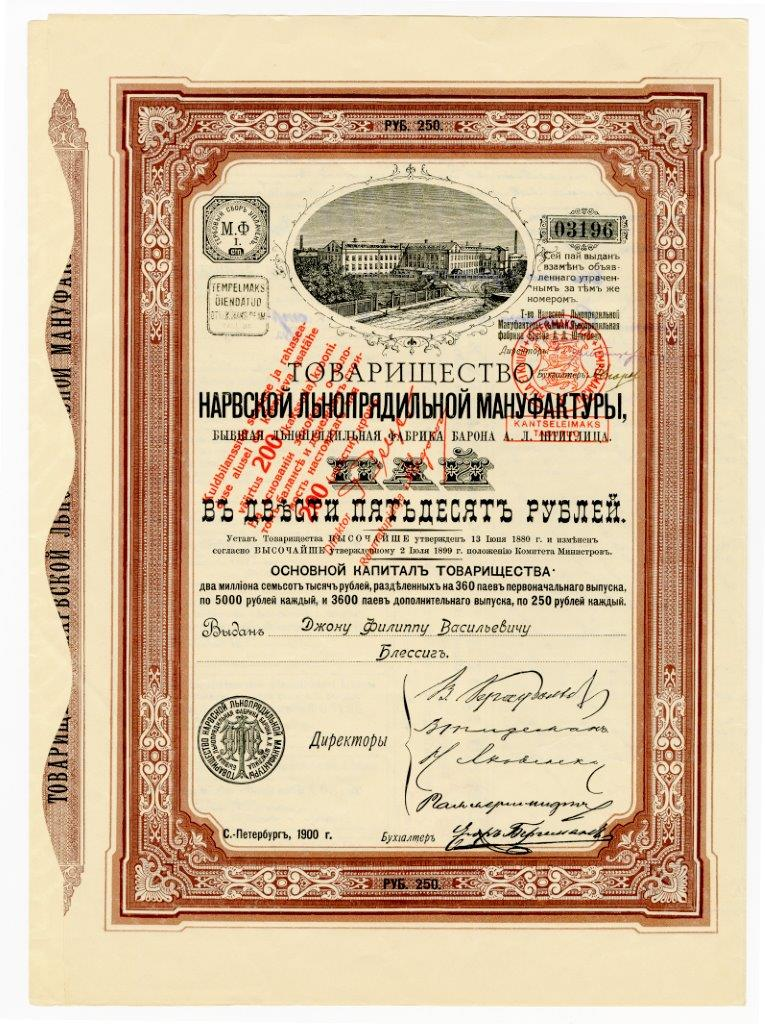
Пай в 250 руб. именной Нарвской льнопрядильной мануфактуры (бывшей льнопрядильной фабрики барона Л. Г. Штиглица). С.-Петербург, 1900 г.

Товарищество учреждено в 1880 году  на базе принадлежавших выдающемуся российскому финансисту, промышленнику, меценату, управляющему Государственным банком России (1860—1866 гг.), барону Александру Людвиговичу Штиглицу существовавших с середины XIX в. суконной и льнопрядильной фабрик (Устав Высочайше утвержден 13 июня 1880 г., изменён 2 июля 1899 г.).
Как сказано в Энциклопедическом словаре Ф.А. Брокгауза и И.А. Ефрона. — (С.-Пб.: Брокгауз-Ефрон. 1890—1907):

"Нарвская льнопрядильная мануфактура выделывает 59 тыс. куск. парусины и равендука и 70 т. куск. джутового полотна на 750 т. р., при 1637 рабочих."
Парусина, изготовленная Товариществом, в основном использовалась для нужд флота, отсюда фабричный район нынешнего Ивангорода, расположенного на правом берегу реки Нарва, называется Парусинка. Продукция компании отмечалась на самых престижных российских и зарубежных промышленных выставках.
К 1905 году число работающих на фабрике достигло 2500 человек. По объёму производства фабрика вышла на третье место среди предприятий льняной промышленности России.
В настоящее время производственные помещения бывшего Товарищества Нарвской льнопрядильной фабрики находятся на территории района Парусинка Ивангорода на искусственном острове, образовавшемся после строительства Нарвской ГЭС.
Нарвская льнопрядильная фабрика имела филиал по производству брезента в Санкт-Петербурге, на берегу реки Карповки, производственные мощности которого были полностью разрушены во время Великой Отечественной войны. 19 апреля 1946 года было принято решение о восстановлении фабрики для производства мешочных и брезентовых тканей. Приказом №234 Министерства Текстильной Промышленности было организовано Ленинградское производственное объединение пенько-джутовых крученых изделий.
После распада СССР, в 1992 году Нарвская Льноджутовая фабрика была реорганизована в три фирмы, одной из которых является ООО «НОВИР», в постсоветское время остающееся ведущим предприятием Ленинградской области по производству джутовых нетканых материалов.